# 石田眞得
石田 眞得（いしだ まさよし、1970年1月2日 - ）は、日本の法学者。専門は、商法・金融商品取引法。関西学院大学法学部教授。

## 略歴
- 1988年 愛媛県立松山北高等学校 卒業
- 1993年 愛媛大学法文学部（法学科）卒業
- 1995年 大阪府立大学大学院経済学研究科博士前期課程修了（私法コース）
- 1999年 神戸大学大学院法学研究科博士後期課程単位修得（商法専攻）
- 1999年 富山大学経済学部経営法学科講師
- 2001年 同助教授
- 2002年 大阪府立大学経済学部（経営学科）助教授
- 2009年 関西学院大学法学部教授
- 2014年～2015年 カリフォルニア大学バークレー校客員研究員

## 人物
- 高校時代は野球部に所属。控え捕手として第59回選抜高等学校野球大会に出場。

## 恩師
神戸大学大学院では神崎克郎（神戸大学名誉教授）に師事した。

## 著書
- 単著『米国投資会社法の研究－利益相反規制を中心に－』（大阪府立大学経済研究叢書、2004年)
- 編著『サーベンス・オクスレー法概説 エンロン事件から日本は何を学ぶのか』（商事法務、2006年）

### 共著
- 共著『会社法要説 5訂版』（法律文化社、2001年）
- 共著『アメリカ商事判例研究』（商事法務、2001年）
- 共著『要説会社法』（法律文化社、2004年）
- 共著『入門講義会社法』（法律文化社、2004年）
- 共著『要説会社法 第2版』（法律文化社、2006年）
- 共著『入門講義会社法 第2版』（法律文化社、2006年）
- 共著『入門講義商法総則・商法為法』（法律文化社、2006年）
- 共著『新・アメリカ商事判例研究』（商事法務、2007年）
- 共著『基礎から学べる会社法』（弘文堂、2007年）
- 共著『金融商品取引法の理論と実務』（経済法令研究会、2007年）
- 共著『基礎から学べる金融商品取引法』（弘文堂、2011年）
- 共著『注釈 金融商品取引法第1巻』（きんざい、2011年）
- 共著『金融商品取引法コンメンタール第4巻[不公正取引規制・課徴金・罰則]』（商事法務、2011年）
- 共著『新・アメリカ商事判例研究（第2版）』（商事法務、2012年）
- 共著『判例法理 経営判断原則』（中央経済社、2012年）
- 共著『基礎から学べる金融商品取引法（第2版）』（弘文堂、2013年）
- 共著『基礎から学べる会社法（第3版）』（弘文堂、2014年）
- 共著『金融商品取引法コンメンタール第2巻[業規制]』（商事法務、2014年）
- 共著『基礎から学べる金融商品取引法（第3版）』（弘文堂、2015年）
- 共著『アジア地域における会社情報提供制度の実情と課題』（商事法務、2016年）
- 共著『基礎から学べる会社法（第4版）』（弘文堂、2016年）
- 共著『事例研究　会社法 』（日本評論社、2016年）
- 共著『金融商品取引法コンメンタール第1巻[定義・開示制度]』（商事法務、2016年）
- 共著『基礎から学べる金融商品取引法（第4版）』（弘文堂、2018年）
- 共著『判例法理 取締役の監視義務』（中央経済社、2018年）
- 共著『金融商品取引法コンメンタール（第1巻）［第2版］ 』（商事法務、2018年）
- 共著『東南アジア４か国のコーポレート・ガバナンス』（ぎょうせい、2018年）
- 共著『基礎から学べる会社法（第5版）』（弘文堂、2021年）
- 共著『注釈金融商品取引法　第1巻（改訂版）定義・情報開示規制』（金融財政事情研究会、2021年）
- 共著『東南アジア４か国のジョイント・ベンチャー法制と実務対応［インドネシア・マレーシア・タイ・ベトナム］』（商事法務、2021年）
- 共著『基礎から学べる金融商品取引法（第5版）』（弘文堂、2022年）

### 論文・評釈
- 「証券会社の引受審査―証券取引法21条2項3号の『相当な注意』を中心として―」（六甲台論集法学政治学篇43巻1号、1996年）
- 「1933年証券法12条2号の『目論見書』の意味」（旬刊商事法務1412号、1996年）
- 「ポートフォリオ・マネジャーの違法な報償の受領と個人的取引の報告義務違反」（旬刊商事法務1464号、1997年）
- 「投資会社の役職員等による個人的取引と利益相反-米国1940年投資会社法規則17j-1による規制-」（六甲台論集法学政治学篇43巻3号、1997年）
- 「コンフォートレターと引受証券会社の民事責任」（税経通信52巻15号、1997年）
- 「投資契約の定義における『他人の努力』の要素」（旬刊商事法務1504号、1998年）
- 「米国における生命保険買取業の法規制(1)-証券的規制の検討-」（富大経済論集45巻3号、2000年）
- 「ファンド・マネジャーの個人的証券取引」（富大経済論集46巻1号、2000年）
- 「米国投資会社法における報償受領による利益相反の規制」（インベストメント53巻5号、2000年）
- 「資産運用業務の利益相反」（私法62号、2000年）
- 「米国投資会社法17条(d)項による利益相反規制」（インベストメント54巻3号、2001年）
- 「インサイダー取引と規則10b-5の情報『利用』の要件」（旬刊商事法務1587号、2001年）
- 「コモン・ローの詐欺における信頼の要素と市場に対する詐欺理論」（旬刊商事法務1621号、2002年）
- 「米国投資会社法17条a項の規制と適用除外事例(1),(2),未完」（大阪府立大学経済研究48巻2号、2002年, 4号、2003年）
- 「米国における『投資会社』の定義－不本意な投資会社の除外制度を中心として」（大阪府立大学経済研究48巻4号、2003年）
- 「投資顧問の管理報酬-Gartenberg判決の検討」（大阪府立大学経済研究49巻2号、2004年）
- 「不正流用理論における情報伝達者の『利得』要件」（旬刊商事法務1714号、2004年）
- 「合併契約の『重大な不利な影響』条項の解釈」（旬刊商事法務1726号、2005年）
- 「流通市場取引における不実表示と損害因果関係」（旬刊商事法務1773号、2006年）
- 「定率の収益分配と投資契約の該当性」（旬刊商事法務1798号、2007年）
- 「SECの支払凍結権限と発行者による「異常な支払い」の意義」（旬刊商事法務1816号、2007年）
- 「Goldstein v. SEC, 451 F.3d 873 (D.C.Cir.2006)（アメリカ法2008-2号、2009年）
- 「有価証券報告書の虚偽記載と損害の間の因果関係」（ジュリスト1376号（平成20年度重要判例解説）、2009年）
- 「投資顧問の投資会社管理報酬の受領と信任義務違反」（旬刊商事法務1886号、2009年）
- 「規則10b-5に基づく二次的行為者の虚偽記載の責任」（旬刊商事法務1915号、2010年）
- 「規則10b-5に基づく私的訴訟の出訴期限の起算点」（旬刊商事法務1982号、2012年）
- 「過当取引と損害賠償責任」（別冊ジュリスト214号 金融商品取引法判例百選、2013年）
- 「有価証券報告書等の虚偽記載による発行者の責任」（判例セレクト2012（II）法学教室390号別冊、2013年）
- 「臨時報告書等の虚偽記載等と取締役・監査役の責任」（私法判例リマークス47号〔2013［下］〕、2013年）
- 「インサイダー取引の不正流用理論における機密保持合意と「信用および信頼の関係」」（旬刊商事法務2020号、2013年）
- 「ノックイン型投資信託の勧誘における適合性原則と説明義務」（旬刊商事法務2055号、2015年）
- 「証券訴訟統一基準法における不実表示の「主張」の意義」（旬刊商事法務2079号、2015年）
- 「投資家被害救済のためのSECの公正基金」（法と政治67巻2号  2016年）
- 「社内通報者に対するドッド・フランク法上の保護」（旬刊商事法務2134号、2017年）
- 「米国会社法判例の最近の状況ーMFW判決およびCorwin判決を中心に－」（旬刊商事法務2146号、2017年）
- 「米国の投資顧問およびミューチュアル・ファンドの議決権行使に関する法規制」（信託研究奨励金論集38号、2017年）
- 「情報源を公にしないことを前提とした報道機関に対する重要事実の伝達、情報源が公にされることなく会社の意思決定に関する重要事実を内容とする報道がされた場合におけるインサイダー取引規制の効力」（私法判例リマークス56号〔2018［上］〕、2018年）
- 「1934年証券取引所法27条の「果たさせるために提起される」の意義」（旬刊商事法務2178号、2018年）
- 「SECの利得吐出請求訴訟の提訴期間の制限」（旬刊商事法務2247号、2020年）
- 「有価証券届出書に虚偽記載等がある場合における元引受証券会社の損害賠償責任　最判令和2年12月22日民集74巻9号2277頁」（法と政治73巻2号、2022年）
- 「インサイダー取引規制における「業務執行を決定する機関」による「業務上の提携」の決定の有無」（私法判例リマークス66号〔2023［上］〕、2023年）
- 「金商法166条2項1号ヨ所定の「業務上の提携」を「行うことについての決定をした」の意義」（ジュリスト1583号（令和４年度重要判例解説）、2023年）

## その他

### 研究会報告
- 「学術フロンティア推進事業国際シンポジウム「名護金融特区・国際金融革命と法」」（関西大学、証券投資業者の包括的規制－米国の投資会社を参考に－、2004年）
- 「目論見書制度の合理化」（証券取引法研究会編『平成16年の証券取引法等の改正』別冊商事法務290号、2005年）
- 「平成18年公開買付制度の見直しに係る政令・内閣府令（1）（2）、平成18年大量保有報告制度の見直しに係る政令・内閣府令」（証券取引法研究会編『金融商品取引法の検討［2］』別冊商事法務320号、2008年）
- 「上場会社・役員等の民事責任に関する問題点」（大証金融商品取引法研究会3号、2010年）
- 「アメリカの空売り規制・規則10b-5規制の最近の状況」（大証金融商品取引法研究会12号、2013年）
- 「アジア・太平洋法制研究会　会社情報提供制度シンポジウム～コーポレートガバナンス改革の有効な手段として～」（法務省　法務総合研究所　国際会議室、台湾における企業情報の開示制度、2014年）
- 「インサイダー取引規制の平成24年改正及び平成25年改正（投資法人関係）の検討」（日本取引所金融商品取引法研究2号、2016年）
- 「米国のクラスアクション・代表訴訟の最近の動向－証券クラスアクション」（日本取引所金融商品取引法研究7号、2017年）
- 「東南アジア４か国におけるコーポレート・ガバナンス」（法務省法務総合研究所　国際会議室、カンボジアにおけるコーポレート・ガバナンスの現状と課題、2017年）
- 「フェア・ディスクロージャー規制（１）」（日本取引所金融商品取引法研究14号、2019年）
- 「フェア・ディスクロージャー規制（２）」（日本取引所金融商品取引法研究14号、2019年）

- 「アジア太平洋法制研究会　第10回国際民商事法シンポジウム　東南アジア4か国のジョイントベンチャー法制と実務対応」（オンライン開催、インドネシアにおけるジョイントベンチャー法制と実務対応、2021年）